# Bill Forrester
Bill Forrester, född 18 december 1957, är en amerikansk före detta simmare som vann brons på 200 meter fjärilsim vid OS 1976.
Forrester vann även tre VM-guld mellan 1975 och 1978.

### Fotnoter
1. ↑  ”Bill Forrester Bio, Stats, and Results - Olympics at Sports.reference.com”. sportsreference.com. Sportsreference. Arkiverad från originalet den 1 oktober 2015. https://web.archive.org/web/20151001121038/http://www.sports-reference.com/olympics/athletes/fo/bill-forrester-1.html. Läst 11 september 2015.
2. ↑  ”Arkiverade kopian”. Arkiverad från originalet den 24 augusti 2015. https://web.archive.org/web/20150824021342/http://www.fina.org/H2O/docs/histofina/swimming_50m.pdf. Läst 21 augusti 2015. HistoFINA - SWIMMING MEDALLISTS AND STATISTICS AT FINA WORLD CHAMPIONSHIPS (50M) (engelska)